# Novela (književnost)
Novéla je pripovednoprozna vrsta, poimenovana po italijanskem izrazu za novo. Spada med srednje dolge pripovedi, krajše od romana in daljše od črtice, slike, obraza ipd. 
V novelah je pozornost usmerjena na ozek izsek ali odločilni dogodek v življenju osrednje književne osebe (lahko tudi dveh, redkeje treh). Pripovedovanje je dramatično napeto in dopušča preobrat. Konci so nepredvidljivi. Poleg novel, ki spadajo v kratko pripovedno prozo, so pogosto tudi daljše, ki se približujejo srednje dolgim pripovedim. 
Več novel je lahko združenih v cikel, venec, in sicer takrat, ko imajo kako skupno lastnost, povezavo, npr. isto književno osebo, enak dogajalni prostor, podoben način preobrata in podobno. 
Glede na zapletenost in dolžino dela je novela nekje med kratko zgodbo in romanom. Vrh novele nastopi z enim, ključnim dogodkom, ki pogosto pomeni presentljiv preobrat v zgodbi. V tem dogodku nastopa tudi predmet ali oseba, ki ima pomembno vlogo – sokolja teorija. Začetek te zvrsti pripisujejo Giovanniu Boccacciu (1313–1375), avtorju Dekamerona, zbirke novel – sto zgodb, ki si jih v desetih dneh pove deseterica mladih (sedem mladenk in trije mladeniči), ki so zbežali pred kugo na podeželski gradič blizu Firenc. 
Za nagradi hugo in nebula za znanstveno fantastiko novelo definirajo kot zgodbo s 30.000 do 40.000 besedami.
Na Slovenskem so jo v 19. stoletju poskušali prevajati z izrazom povest, ki je najprej prav tako kot italijanska novela pomenila novico, potem pa nekakšno nravno prečiščeno obliko romana in novele, tj. táko brez ljubezenskih scen (http://www.ijs.si/lit/povest_enc.html-l2). 